# NGC 3225
NGC 3225 је спирална галаксија у сазвежђу Велики медвед која се налази на NGC листи објеката дубоког неба.
Деклинација објекта је + 58° 8' 59" а ректасцензија 10h 25m 9,9s. Привидна величина (магнитуда) објекта NGC 3225 износи 12,6 а фотографска магнитуда 13,3. Налази се на удаљености од 39,978 милиона парсека од Сунца. NGC 3225 је још познат и под ознакама UGC 5631, MCG 10-15-77, CGCG 290-37, IRAS 10218+5824, PGC 30569.